# Suiza en el Festival de la Canción de Eurovisión 1956

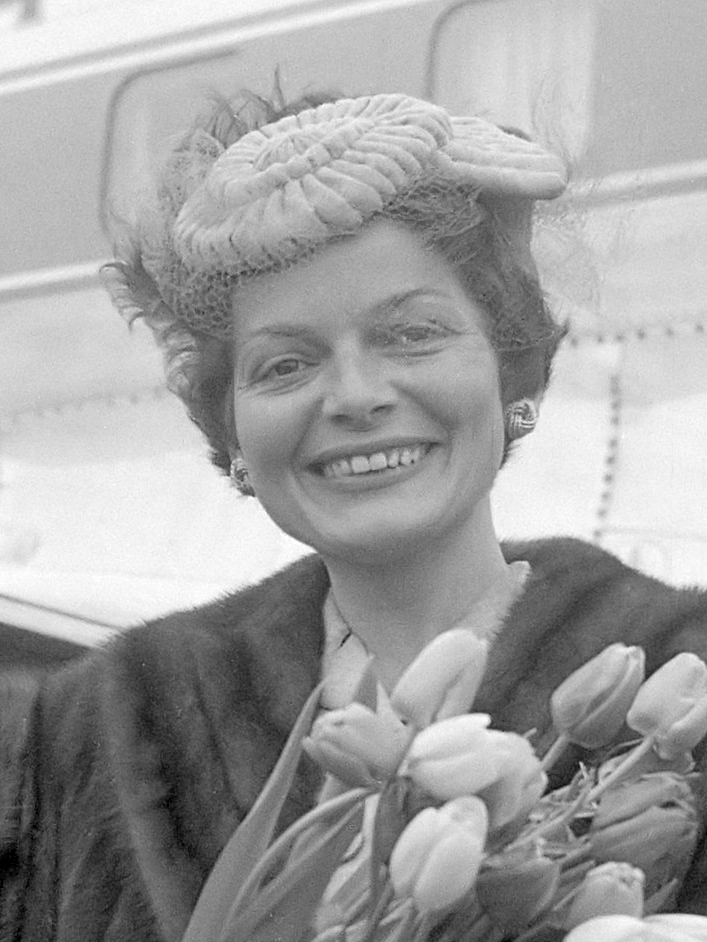
Lys Assia, representante de Suiza en el Festival de la Canción de Eurovisión 1956, en 1957.

Suiza participó en el Festival de la Canción de Eurovisión 1956 con las canciones «Refrain» y «Das alte Karussell», ambas interpretadas por Lys Assia. La emisora suiza TSR organizó una final nacional para seleccionar a las canciones que representarían al país en el festival en Lugano. Las canciones «Refrains» y «Das alte Karussell», interpretadas por Lys Assia junto al quinteto «Radiosa», obtuvieron los puestos más altos.
En el Festival de la Canción de Eurovisión 1956, «Refrain» fue declarada ganadora.

## Antes del Festival de la Canción de Eurovisión

### Final nacional
La emisora suiza TSR organizó una final para seleccionar a los intérpretes y canciones representantes de Suiza en el festival de Eurovisión 1956. El evento tuvo lugar el 28 de abril de 1956 en Lausana. Un total de 402 canciones fueron recibidas, de las cuales 11 fueron seleccionadas para participar en la final. Participaron canciones en alemán, francés e italiano.
En la final, participaron tres solistas: Jo Roland, quien interpretó 5 canciones; Lys Assia, quien también interpretó 5 canciones y fue acompañada por el quinteto «Radiosa» en 4 de ellas; y Anita Traversi, que interpretó 1 canción y formaba parte del quinteto.
| Título original de la canción            | Intérpretes                  | Compositor(es)                            |
| Traducción al español                    | Intérpretes                  | Compositor(es)                            |
| ---------------------------------------- | ---------------------------- | ----------------------------------------- |
| «Vendredi»                               | Jo Roland                    | Géo Voumard, Georg Benz, Émile Gardaz     |
| «Viernes»                                | Jo Roland                    | Géo Voumard, Georg Benz, Émile Gardaz     |
| «Sei doch nicht so eifersüchtig»         | Lys Assia                    | Ernst Lütold, Fredy Schulz                |
| «No seas tan celoso»                     | Lys Assia                    | Ernst Lütold, Fredy Schulz                |
| «Das alte Karussell»                     | Lys Assia & Quinteta Radiosa | Georges Benz-Stahl                        |
| «El viejo carrusel»                      | Lys Assia & Quinteta Radiosa | Georges Benz-Stahl                        |
| «L'allée aux ormeaux»                    | Jo Roland                    | Géo Voumard, Émile Gardaz                 |
| «El camino de los olmos»                 | Jo Roland                    | Géo Voumard, Émile Gardaz                 |
| «Bandella ticinese»                      | Anita Traversi               | Guido Zanzi, Luciano Nonato               |
| «Bandita tesinesa»                       | Anita Traversi               | Guido Zanzi, Luciano Nonato               |
| «La ballade des bonnes annés»            | Jo Roland                    | Géo Voumard, Émile Gardaz                 |
| «La balada de los buenos años»           | Jo Roland                    | Géo Voumard, Émile Gardaz                 |
| «La bohémien»                            | Lys Assia & Quinteta Radiosa | Roger Pittet, Guy Loran                   |
| «La bohemia»                             | Lys Assia & Quinteta Radiosa | Roger Pittet, Guy Loran                   |
| «Les deux coquins (l'argent et l'amour)» | Jo Roland                    | René de Pascale, Gilby Caillet            |
| «Los dos pícaros (el dinero y el amor)»  | Jo Roland                    | René de Pascale, Gilby Caillet            |
| «J'ai triché»                            | Jo Roland                    | Pierre Gisin, Jean Destroy, J. J. Schwarz |
| «He hecho trampa»                        | Jo Roland                    | Pierre Gisin, Jean Destroy, J. J. Schwarz |
| «Addio bella Napoli»                     | Lys Assia & Quinteta Radiosa | George Benz-Stahl                         |
| «Adiós, bella Nápoles»                   | Lys Assia & Quinteta Radiosa | George Benz-Stahl                         |
| «Refrains»                               | Lys Assia & Quinteta Radiosa | Géo Voumard, Émile Gardaz                 |
| «Estribillos»                            | Lys Assia & Quinteta Radiosa | Géo Voumard, Émile Gardaz                 |

Las canciones «Das alte Karussell» y «Refrains», interpretadas por Lys Assia junto al quinteto «Radiosa», lograron los puestos más altos y fueron seleccionadas para representar a Suiza en el Festival de la Canción de Eurovisión 1956.

## En Eurovisión
La canción «Das alte Karussell» fue interpretada segunda en la noche, precedida por los Países Bajos con Jetty Paerl interpretando «De vogels van Holland» y sucedida por Bélgica con Fud Leclerc interpretando «Messieurs les noyés de la Seine». Las votaciones del Festival de 1956 nunca han salido al público, así que hacer cualquier aclaración acerca de su posición o puntuación es imposible. «Refrain» fue interpretada en noveno lugar, precedida por los Países Bajos con Corry Brokken interpretando «Voorgoed voorbij» y sucedida por Bélgica con Mony Marc interpretando «Le plus beau jour de ma vie». Finalmente, «Refrain» fue declarada ganadora.